# Торенте 5: Мисија Еуровегас
Торенте 5: Мисија Еуровегас (шп. Torrente 5: Operación Eurovegas) шпански је филм, црнохуморна акциона комедија из 2014. Насловну улогу у филму тумачи Сантијаго Сегура, који га је режирао и за њега написао сценарио.

## Радња
Година је 2018. После дугог боравка у затвору, саможиви и екстремно десничарски полицајац Торенте, ког красе бројне мане, излази на слободу. Али, друштво које је он познавао — променило се. Његова убеђења падају у воду. Његов свет је пропао. Сада ништа не може да га заустави да пређе на другу страну закона и испланира пљачку века. Уз помоћ контаката из затвора, окупља банду неспособњаковића које је систем изневерио, али имају чист досије и беспрекоран углед. Заједничким снагама удариће на казино Еуровегас. У томе ће им помоћи човек изнутра. Џон Маршал је шеф обезбеђења и зна све цаке како да момци у казино уђу непримећено. План је савршен и не може да омане. Осим једне мале, али веома важне чињенице — нико у банди није вешт лопов.

## Улоге
| Глумац           | Улога             |
| ---------------- | ----------------- |
| Сантијаго Сегура | Хосе Луис Торенте |
| Анхела Фернандес | Чики              |
| Кањита Брава     | Антонио           |
| Хулијан Лопез    | Ел Чучо           |
| Неус Асенси      | Ампарито          |
| Карлос Аресес    | Рикардито         |
| Алек Болдвин     | Џон Маршал        |